# Pegcetacoplan
Le pegcetacoplan est un médicament utilisé dans le traitement de l'hémoglobinurie paroxystique nocturne.

## Mode d'action
Il agit en se liant à la protéine C3 du complément et en l'inhibant.

## Usage médical
Est un médicament utilisé pour traiter l'hémoglobinurie paroxystique nocturne,. Plus précisément, il est utilisé chez les adultes qui continuent d'avoir un faible taux de globules rouges malgré la prise d'un médicament de type inhibiteur C5 . Le médicament est administré par Injection sous-cutanée .

## Effets secondaires
Les effets secondaires de ce médicament comprennent des réactions au site d'injection, des infections, de la diarrhée, des douleurs abdominales, une infection des voies respiratoires, une infection virale, de la fatigue ou de la fièvre. La sécurité de ce médicament pendant la grossesse n'est pas claire. Son utilisation nécessite que les personnes soient vaccinées .

## Histoire
Le pegcetacoplan a été approuvé pour un usage médical aux États-Unis et en Europe en 2021. Au Royaume-Uni, il coûte au NHS environ 24 800 £ pour 4 semaines. Aux États-Unis, ce montant s'élève à environ 37 000 USD,,,.